# Liste der Monuments historiques in Les Hôpitaux-Neufs
Die Liste der Monuments historiques in Les Hôpitaux-Neufs führt die Monuments historiques in der französischen Gemeinde Les Hôpitaux-Neufs auf.

## Liste der Immobilien
| Bezeichnung          | Beschreibung                                 | Standort                | Kennzeichnung | Schutzstatus | Datum | Bild           |
| -------------------- | -------------------------------------------- | ----------------------- | ------------- | ------------ | ----- | -------------- |
| Kirche Ste-Catherine | Grundsteinlegung 1368, Umbau bezeichnet 1694 | Route des Pistes (Lage) | PA00101654    | Inscrit      | 1939  | weitere Bilder |

## Liste der Objekte
| Bezeichnung                              | Beschreibung                                                                                         | Standort                           | Kennzeichnung | Schutzstatus | Datum | Bild           |
| ---------------------------------------- | --- | ---------------------------------- | ------------- | ------------ | ----- | -------------- |
| Grabstein für Jean-Baptiste de Strambino | Stein, bezeichnet 1684                                                                               | in der Kirche Ste-Catherine (Lage) | PM25000807    | Classé       | 1916  |                |
| 34 Kirchenbänke                          | Holz, 17. Jahrhundert                                                                                | in der Kirche Ste-Catherine (Lage) | PM25000808    | Classé       | 1916  |                |
| Hauptaltar                               | Altartisch, Retabel und Baldachin; Holz, farbig gefasst und vergoldet, 17. Jahrhundert               | in der Kirche Ste-Catherine (Lage) | PM25000809    | Classé       | 1916  | weitere Bilder |
| Marienaltar                              | rechter Seitenaltar; Retabel; Holz, farbig gefasst und vergoldet, zweite Hälfte des 17. Jahrhunderts | in der Kirche Ste-Catherine (Lage) | PM25000810    | Classé       | 1938  |                |
| Taufaltar                                | Retabel; Holz, farbig gefasst und vergoldet, 17. Jahrhundert                                         | in der Kirche Ste-Catherine (Lage) | PM25000811    | Classé       | 1938  | weitere Bilder |